# Horgen
Horgen é uma comuna da Suíça, no Cantão Zurique, com cerca de 18 257 habitantes. Estende-se por uma área de 21,07 km², de densidade populacional de 866 hab/km². Confina com as seguintes comunas: Hausen am Albis, Hirzel, Langnau am Albis, Meilen, Oberrieden, Thalwil, Wädenswil.
A língua oficial nesta comuna é o Alemão.